# Fantastic Plastic Machine
Pour les articles homonymes, voir Tanaka, Tomoyuki Tanaka et FPM.
Fantastic Plastic Machine (souvent abrégé en FPM) est le nom de scène de Tomoyuki Tanaka (田中知之, Tanaka Tomoyuki) né à Kamigyō-ku (Kyoto) au Japon le 13 mars 1967, est un musicien, DJ, auteur-compositeur, et producteur de musique japonais. Il débute à la fin des années 1980 comme bassiste d'un groupe de rock, Margarine Strikes Back, avant de devenir DJ au début des années 1990. Il commence à sortir ses propres disques en 1997 en tant que Fantastic Plastic Machine, d'abord sur un label de Columbia Music Entertainment puis chez avex trax, et sera également distribué aux États-Unis et en Europe. Il écrit aussi pour d'autres artistes et en produit, sous son vrai nom. Il participe au projet collaboratif ravex à partir de 2009.

## Discographie

### Singles
- L'aventure Fantastique (1997)
- SUMMER REVIEW ep (1998)
- TAKE ME TO THE DISCO (1999)
- Why Not? (2002)

### Albums
Albums solo
- The Fantastic Plastic Machine (1997)
- LUXURY (1998)
- beautiful. (2001)
- too (2003)
- Imaginations (2006)
- FPM (2009)
- FPM Boot (2011)
- Scale (2013)

Best of
- Very Best of FPM in the Mix (mixed by Tatsuo Sunaga) (2000)
- Les Plus (2001)
- FPMB: Fantastic Plastic Machine Best (2007)

Remixes
- International Standard FPM Luxury Remixes [F] (1999)
- International Standard FPM Luxury Remixes [P] (1999)
- International Standard FPM Luxury Remixes [M] (1999)
- Contact (2001)
- Zoo (2003)

Mix
- Style #09/Dancing at the Disco at the End of the World (1999)
- Space Program (2001)
- Why Not? (2002)
- Sound Concierge #401 Do Not Disturb (2004)
- Sound Concierge #402 Four Kicks Adventure (2004)
- Sound Concierge #403 Air Conditioning (2004)
- Sound Concierge #404 Electric Carnival (2004)
- Dimension Mix: A Tribute to Bruce Haack (2005) Track: "I'm Bruce"
- Sound Concierge #501 Blanket (2005)
- Sound Concierge #502 Tell Me for Your Delightful Moment (2005)
- Sound Concierge Annex Contemporary Love Songs (2005)
- Sound Concierge #701 Super Romantic for your moments in love (2007)
- Sound Concierge #702 Electric Heaven for hyper discotheque (2007)
- Sound Concierge Japan "Japanese Lyric Dance" (2008)
- "Ravex Trax" (2008)
- House☆Disney (2009)
- VERSUS. "JAPANESE ROCK VS FPM" (2010)